# یحیی کالون
یحیی کالون (انگلیسی: Yayah Kallon؛ زادهٔ ۳۰ ژوئن ۲۰۰۱) بازیکن فوتبال است.